# Al-Ghina al-San'ani

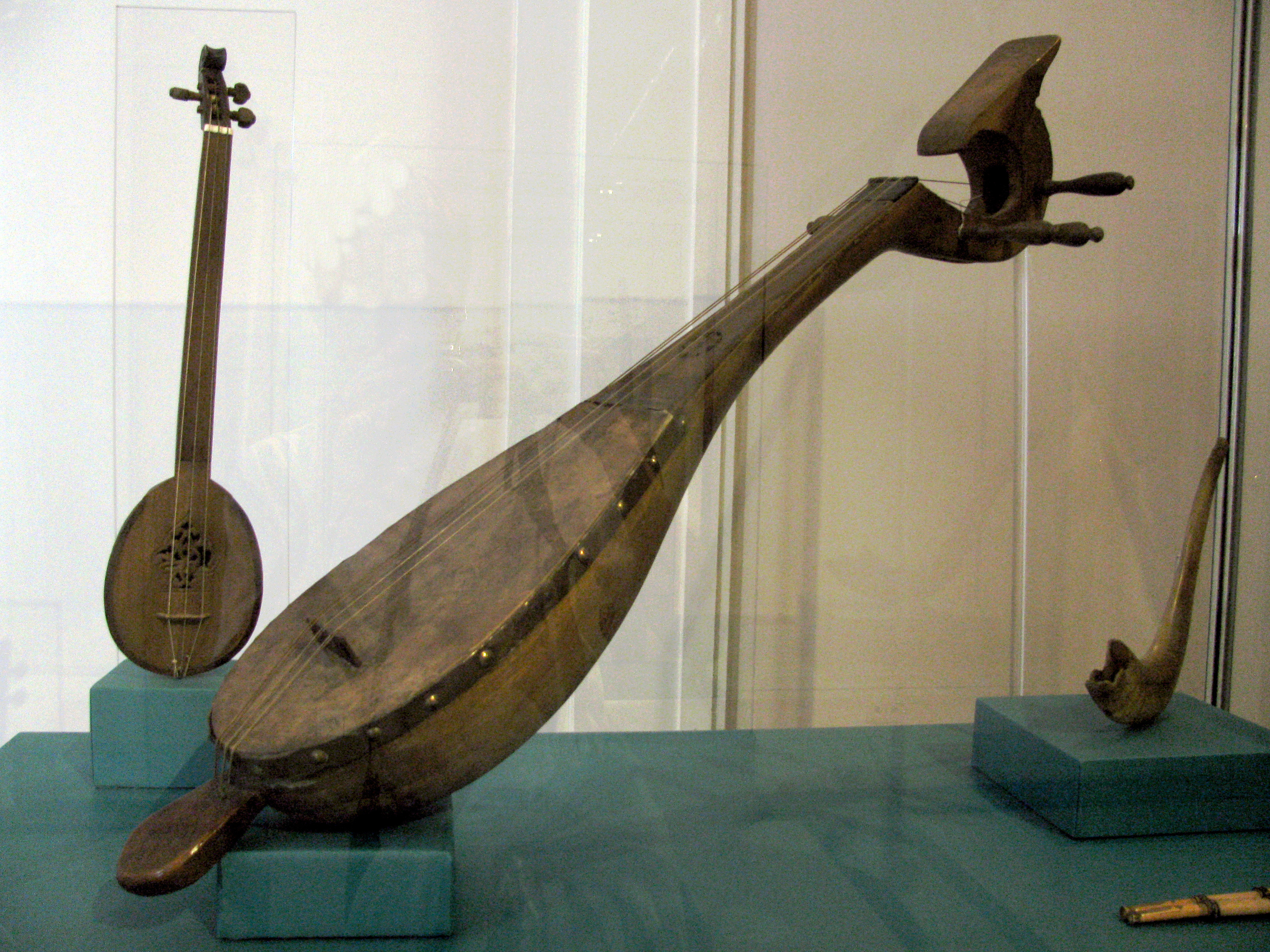
Qanbus

Al-Ghina al-San’ani is een groep van liederen behorende tot de muzikale traditie van Jemen, het stamt uit de veertiende eeuw.
Sinds 2009 staat Al-Ghina al-San’ani vermeld op de Lijst van Meesterwerken van het Orale en Immateriële Erfgoed van de Mensheid.
De liederen worden door een solo-zanger opgevoerd, begeleid door twee antieke instrumenten (de qanbus en de sahn nuhasi). Er is een groot aanbod van melodieën. Het poëtische repertoire is geschreven in dialect en klassiek Arabisch en bevat woordspelingen en emotionele inhoud. 
De liederen worden geassocieerd met de hoofdstad Sanaa maar komen ook voor in andere steden en landelijke gebieden in Yemen. 